# Біоджо
Біоджо (італ. Bioggio) — громада  в Швейцарії в кантоні Тічино, округ Лугано.

## Географія
Громада розташована на відстані близько 155 км на південний схід від Берна, 22 км на південний захід від Беллінцони.
Біоджо має площу 6,4 км², з яких на 26,7% дозволяється будівництво (житлове та будівництво доріг), 17,4% використовуються в сільськогосподарських цілях, 54,1% зайнято лісами, 1,9% не є продуктивними (річки, льодовики або гори).

## Демографія
2019 року в громаді мешкало 2658 осіб (+11,7% порівняно з 2010 роком), іноземців було 20,3%. Густота населення становила 415 осіб/км².
За віковим діапазоном населення розподілялося таким чином: 17,3% — особи молодші 20 років, 63,5% — особи у віці 20—64 років, 19,2% — особи у віці 65 років та старші. Було 1199 помешкань (у середньому 2,2 особи в помешканні).